# Лях Сергій Романович
Сергі́й Рома́нович Лях (нар. 23 серпня 1953, с. Прелесне, Слов'янський район, Донецька область) — український вчений, історик, доктор історичних наук, професор.
Сфера наукових інтересів: повсякденна історія українського села між двома світовими війнами, соціально-психологічний портрет функціонерів компартійної влади (1920—1930-ті роки).

## З біографії
У 1971 році закінчив Донецький державний університет за спеціальністю історія.
З 1975 року працював вчителем історії у Олександро-Калинівській СШ Костянтинівського району Донецької області.
Кар'єрне зростання: у 1977 році — асистент кафедри історії СРСР і УРСР Запорізького державного педінституту; з 1981 року — старший викладач, а з 1985 року — доцент кафедри історії СРСР і УРСР Запорізького державного університету. У 1990 році очолив кафедру історії України на історичному факультеті Запорізького держуніверситету.
У 1991 році захистив докторську дисертацію на тему «Сільськогосподарські робітники Української РСР у 1920-ті роки».
З 1992 році — професор кафедри історії України Запорізького держуніверситету та заступник голови спеціалізованої вченої ради із захисту кандидатських дисертацій при ЗНУ.

## Творчий доробок

### Основні роботи
- Лях С. Р. Формирование элементов советского образа жизни в доколхозной деревне Украинской ССР (1921—1929 гг.): автореф. дисс. … канд. ист. наук 07.00.01 / Сергей Романович Лях. — К., 1981. — 23 с.
- Лях С. Р. Наймана праця в сільському господарстві України в умовах непу. — К.: Вища школа, 1990. — 127 с.
- Лях С. Р. Сельскохозяйственные рабочие Украинской ССР в 20-е годы: автореф. дисс… докт. ист. наук 07.00.01 / Сергей Романович Лях; КГУ им. Т. Г. Шевченка. — К., 1991. — 30 с.

## Нагороди
Нагороджений знаком «Відмінник освіти України», Почесною грамотою Кабінету Міністрів України, відзнакою «За розвиток Запорізького краю».
Сфера наукових інтересів: повсякденна історія українського села між двома світовими війнами, соціально-психологічний портрет функціонерів компартійної влади (1920—1930-ті роки).